# Tröckener Kecks
Tröckener Kecks est un groupe néerlandais de rock et punk rock, originaire d'Amsterdam, actif entre 1981 et 2001.

## Histoire
Le nom « Tröckener Kecks » vient d'un paquet de biscuits, dont le nom a été légèrement modifié, avec notamment un ö, d'aspect « étranger ». Tröckener Kecks commence comme groupe de punk rock, mais la musique a de plus en plus évolué vers le rock et la pop, certainement avec l’arrivée de Rob van Zandvoort au clavier en tant que claviériste en service permanent en 1995.
Les chansons les plus connues au fil des ans sont Nu of nooit, Met hart en ziel et Het komt nooit meer goed. L'album poétique TK est souvent salué comme le couronnement de la carrière du groupe. Le groupe signe également pour l’un des titres les plus longs de son histoire : « Malgré les récents événements, vous voudriez tout de même prendre en considération un séjour dans le domaine de l’amour »[réf. nécessaire].
Les plus célèbres restent cependant les concerts énergiques. Le dernier album du groupe est donc un double album live intitulé Meer niet!, enregistré à Tilbourg en 2003.
La personnalité la plus célèbre du groupe est le chanteur et parolier Rick de Leeuw. Il est assez remarquable que le batteur Leo Kenter ait initialement écrit les paroles, car De Leeuw, comme Kenter, écrit de la fiction et de la poésie. Le bassiste Theo Vogelaars, qui s’occupait des morceaux avant et après chaque représentation, était le plus accessible pour les fans. Il portait toujours un béret rouge (quand il s'effondrait, remplacé par un bonnet de laine) et jouait toujours de la basse comme si c'était sa dernière fois. Après la séparation des Keck, il fonda De Snevo's.
Quand Rob van Zandvoort annonce son départ du groupe en 2001, Rick de Leeuw y réfléchissait également. Il décide alors d'arrêter le groupe, signant ainsi sa séparation non souhaitée par les autres membres du groupe. Une tournée d'adieu est organisée et la dernière représentation a lieu le 30 décembre 2001 au LVC à Leiden.
Le groupe revient jouer, 20 ans après leur séparation, pour un concert le 20 novembre 2021 à l'OJC Canix.

## Discographie
- 1981 : Schliessbaum (auto-édité)
- 1984 : In de krochten van de geest (auto-édité)
- 1985 : Betaalde liefde (auto-édité)
- 1987 : Een op een miljoen (Torso, auto-édité)
- 1989 : De jacht (Torso)
- 1989 : Kecks Live (Meer! Meer! Meer!) (Torso)
- 1990 : Met hart en ziel (Ariola)
- 1992 : Andere plaats, Andere tijd  (Ariola)
- 1994 : Het grote geheim (Polydor)
- 1995 : Hotel Nostalgia (Polydor)
- 1997 : Dichterbij dan ooit (Polydor)
- 2000 : TK (PIAS)
- 2002 : Meer niet! (PIAS)